# براندان بيري
براندان بيري (بالإنجليزية: Brendan Perry )‏ (و. 1959  م) هو مغني، وعازف على عدة آلات، ومنشد، وملحن من المملكة المتحدة، وجمهورية أيرلندا، ولد في وايت تشابل، يستخدم آلات آلة إيقاعية.

## التعليم
تعلم في St Paul's College, Auckland ‏.

## وصلات خارجية
- براندان بيري على موقع IMDb (الإنجليزية)
- براندان بيري على موقع ميوزك برينز (الإنجليزية)
- براندان بيري على موقع أول ميوزيك (الإنجليزية)
- براندان بيري على موقع ديسكوغز (الإنجليزية)
- براندان بيري على موقع قاعدة بيانات الفيلم (الإنجليزية)
- براندان بيري في قاعدة بيانات الأفلام على الإنترنت